# Rudolf Mancke
Rudolf Hermann Oswald Ehrenfried Mancke (* 7. Juni 1900 in Leipzig; † 13. Juni 1968 in St. Peter-Ording) war ein deutscher Internist.

## Leben
Mancke studierte ab 1918 an der Julius-Maximilians-Universität Würzburg Medizin. 1919 wurde er im Corps Makaria Würzburg recipiert. Als Inaktiver wechselte er an die heimatliche Universität Leipzig. Sie promovierte ihn 1925 zum Dr. med. Er forschte am Chemisch-Physiologischen Institut der Poliklinik Leipzig. 1933 habilitierte er sich für Innere Medizin. Von 1939 bis 1945 diente er als Marineoberassistenzarzt bei der Kriegsmarine. Nach sieben Jahren als Privatdozent wurde er 1940 zum a.o. Professor ernannt. 1945 gelang die Umhabilitation an die Christian-Albrechts-Universität zu Kiel. Als Chefarzt am Kreiskrankenhaus Rendsburg referierte er regelmäßig auf den Kongressen der Deutschen Gesellschaft für Innere Medizin.